# Emilio Petacci
Emilio Petacci est un acteur italien né le 25 janvier 1886 à Rome et mort le 20 mars 1965 dans la même ville.

## Filmographie

### Période du muet
- 1913 : Macchia indelebile (court-métrage) d'Alberto Degli Abbati
- 1914 : Chi non vede la luce
- 1914 : Il diritto di uccidere d'Amleto Palermi
- 1914 : L'abete fulminato de Giuseppe Pinto
- 1914 : L'alba del perdono d'Alberto Degli Abbati
- 1914 : L'orologio del signor Camillo (court-métrage) de Camillo De Riso
- 1914 : La contessa Fedra d'Alberto Degli Abbati
- 1914 : Ma l'amor mio non muore... de Mario Caserini :  Theubner
- 1914 : Memoria dell'altro d'Alberto Degli Abbati
- 1914 : Néron et Agrippine de Mario Caserini : Claude
- 1915 : Altri tempi de Giuseppe Pinto
- 1915 : Armiamoci e... partite ! de Camillo De Riso
- 1915 : La vergine del mare de Piero Calza-Bini
- 1915 : Le memorie del diavolo de Giuseppe Pinto
- 1916 : Bob salva la vita all'Ammiraglio
- 1916 : Buon Natale ! de Gino Calza-Bini
- 1916 : Dagli Appennini alle Ande (court-métrage) d'Umberto Paradisi

### Années 1930
- 1935 : Je donnerai un million (Darò un milione) de Mario Camerini
- 1935 : Le Passeport rouge (Passaporto rosso) de Guido Brignone : le consul italien
- 1935 : La Marche nuptiale (La marcia nuziale) de Mario Bonnard
- 1936 : Joe il rosso de Raffaello Matarazzo : le détective
- 1936 : Les Deux Sergents (I due sergenti) d'Enrico Guazzoni : le colonel
- 1936 : Sette giorni all'altro mondo de Mario Mattoli : Francesco
- 1936 : Il re Burlone d'Enrico Guazzoni : Don Liborio
- 1936 : Tredici uomini e un cannone de Giovacchino Forzano

- 1937 : Felicità Colombo de Mario Mattoli
- 1937 : Gli uomini non sono ingrati de Guido Brignone
- 1938 : Ce soir à onze heures d'Oreste Biancoli
- 1938 : L'ha fatto una signora de Mario Mattoli
- 1939 : Battements de cœur de Mario Camerini
- 1939 : Forse eri tu l'amore de Gennaro Righelli
- 1939 : In campagna è caduta una stella d'Eduardo De Filippo : le père de Clotilde
- 1939 : Finisce sempre così d'Enrique Susini
- 1939 : L'eredità in corsa d'Oreste Biancoli
- 1939 : La Folle Aventure de Macario de Mario Mattoli
- 1939 : Montevergine (La grande luce) de  Carlo Campogalliani : Guglielmi
- 1939 : Lo vedi come sei... Lo vedi come sei ? de Mario Mattoli (non crédité)
- 1939 : Piccolo hotel de Piero Ballerini  : Nicola
- 1939 : Se quell'idiota ci pensasse... de Nino Giannini

- 1939 : Bal au château (Ballo al castello) de Max Neufeld

### Années 1940
- 1940 : Antonio Meucci d'Enrico Guazzoni : Sam Cloton
- 1940 : Dette d'honneur de Mario Bonnard : Lorenzo
- 1940 : Giù il sipario de Raffaello Matarazzo
- 1940 : Il cavaliere di Kruja de Carlo Campogalliani
- 1940 : L'uomo della legione de Romolo Marcellini
- 1940 : La danza dei milioni de Camillo Mastrocinque
- 1940 : La Granduchessa si diverte de Giacomo Gentilomo et Rosa Piovella Ansaldo
- 1940 : La Première Femme qui passe (La prima donna che passa) de Max Neufeld : Lagrange
- 1940 : Le Pont des Soupirs de Carlo Campogalliani et Piero Pierotti
- 1940 : Scandalo per bene d'Esodo Pratelli
- 1940 : Scarpe grosse de Dino Falconi : le notaire Sandelli
- 1940 : Totò, apôtre et martyr d'Amleto Palermi et Giorgio Bianchi : le procureur Lanzetti
- 1941 : Beatrice Cenci de Guido Brignone : Farinacci
- 1941 : Il prigioniero di Santa Cruz de Carlo Ludovico Bragaglia : le médecin (non crédité)
- 1941 : L'allegro fantasma d'Amleto Palermi (non crédité)
- 1941 : La bocca sulla strada de Roberto Roberti
- 1941 : L'Archange au masque noir de Carlo Campogalliani : un ami de Leonora
- 1941 : Lumières dans les ténèbres de Mario Mattoli
- 1941 : Luna di miele de Giacomo Gentilomo : Giovanni
- 1941 : Nozze di sangue de Goffredo Alessandrini : l'époux par procuration
- 1941 : Solitudine de Livio Pavanelli
- 1942 : Anime in tumulto de Giulio Del Torre : Giuseppe
- 1942 : Commando du désert (Bengasi) d'Augusto Genina (non crédité)
- 1942 : Capitaine Tempête (Capitan Tempesta) de Corrado D'Errico
- 1942 : Finalmente soli de  Giacomo Gentilomo
- 1942 : Giorno di nozze de Raffaello Matarazzo
- 1942 : La Contessa Castiglione de Flavio Calzavara
- 1942 : La principessa del sogno de Roberto Savarese et Maria Teresa Ricci : Giovanni
- 1942 : Le Coup de pistolet (Un colpo di pistola) de Renato Castellani (non crédité)
- 1942 : Le Lion de Damas de Corrado D'Errico et Enrico Guazzoni
- 1942 : Le Roman d'un jeune homme pauvre (Romanzo di un giovane povero) de Guido Brignone
- 1942 : Miliardi, che follia! de Guido Brignone : le médecin
- 1942 : Paura d'amare de Gaetano Amata : l'intendant
- 1942 : Fra Diavolo de Luigi Zampa : le ministre du roi
- 1943 : Ho tanta voglia di cantare de Mario Mattoli
- 1943 : Inviati speciali de Romolo Marcellini : Richardson
- 1943 : L'angelo bianco de Giulio Antamoro, Federico Sinibaldi et Ettore Giannini : le comte
- 1943 : Lascia cantare il cuore de Carl Boese et Roberto Savarese : l'aubergiste

- 1943 : Mater dolorosa de Giacomo Gentilomo

- 1943 : Redenzione de Marcello Albani
- 1943 : Silenzio, si gira! de Carlo Campogalliani
- 1943 : Tempesta sul golfo de Gennaro Righelli : Don Pietro
- 1944 : Il diavolo va in collegio de Jean Boyer : le professeur de mathématique
- 1944 : In cerca di felicità de Giacomo Gentilomo : le commissaire
- 1944 : La fornarina d'Enrico Guazzoni : L'Archiatra
- 1944 : Résurrection (Resurrezione) de Flavio Calzavara : un geôlier
- 1945 : La Confession tragique (L'abito nero da sposa) de Luigi Zampa
- 1945 : L'innocente Casimiro de Carlo Campogalliani
- 1944 : Le Passé qui tue (La freccia nel fianco) d'Alberto Lattuada et Mario Costa : Maurizio Dossena
- 1944 : Monte Miracolo de Luis Trenker
- 1946 : Au diable la richesse de Gennaro Righelli (non crédité)
- 1946 : Voglio bene soltanto a te de Giuseppe Fatigati : le chef-opérateur
- 1949 : L'invasore de Nino Giannini et Roberto Rossellini

### Années 1950
- 1951 : Anna d'Alberto Lattuada : le colonel Zenner
- 1951 : Luna rossa d'Armando Fizzarotti : le Baron (non crédité)
- 1951 : Senza bandiera de Lionello De Felice
- 1952 : Le Roman de ma vie (Il romanzo della mia vita) de Lionello De Felice : le Docteur
- 1952 : La Fille du diable (La figlia del diavolo) de Primo Zeglio : Girolamo
- 1952 : Non è vero... ma ci credo ! de Sergio Grieco : le docteur
- 1952 : Totò e i re di Roma de Mario Monicelli et Steno : Filippini
- 1953 : Deux Nuits avec Cléopâtre (Due notti con Cleopatra) de Mario Mattoli : le geôlier (non crédité)
- 1954 : Cardinal Lambertini (Il cardinale Lambertini) de  Giorgio Pàstina : Costanzo
- 1954 : Un siècle d'amour de Lionello De Felice : Vincenzo (segment Amore 1954)
- 1955 : Adriana Lecouvreur de  Guido Salvini
- 1955 : Par-dessus les moulins de Mario Camerini : Don Gennaro
- 1956 : Son plus grand amour (Il suo più grande amore) d'Antonio Leonviola : Antonio de Cascia
- 1956 : Le Château des amants maudits de Riccardo Freda : Marzio Catalano
- 1956 : Sous le signe de la croix de Guido Brignone
- 1956 : Totò, Peppino et la Danseuse de Camillo Mastrocinque (non crédité)
- 1957 : Femmine tre volte de Steno
- 1957 : Les Vampires de Riccardo Freda et Mario Bava (non crédité)
- 1958 : Sous les griffes du tyran de Luigi Capuano : le duc Bressi